# Sonnenfinsternis vom 11. August 2018
Bei der Sonnenfinsternis vom 11. August 2018 handelte es sich um eine rein partielle Finsternis, die Erde wurde also nur vom Halbschatten des Mondes getroffen.

## Bedeckungsgrad

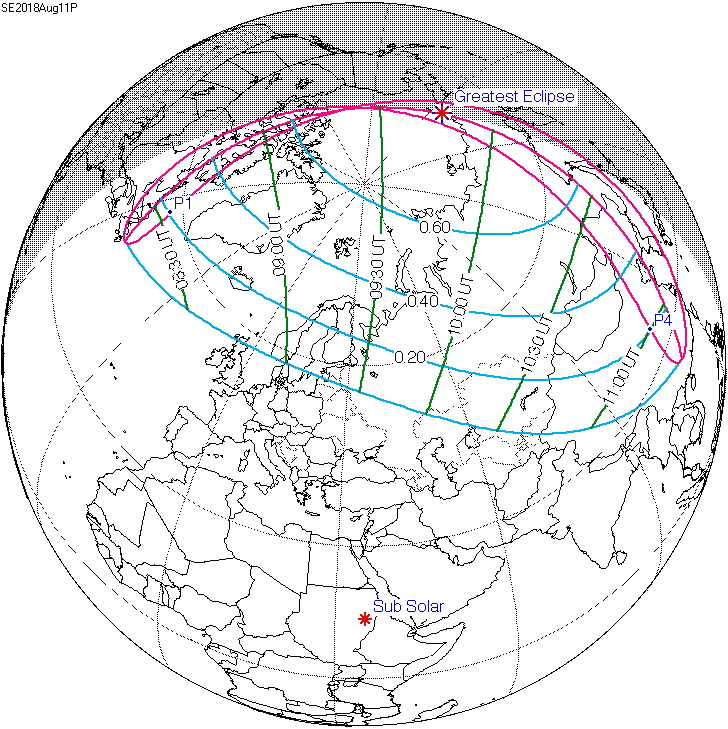
Der rote Stern markiert die größte Verfinsterung.

Das Sichtbarkeitsgebiet umfasste die Länder Grönland, Norwegen, Spitzbergen, Jan Mayen, Schottland, Färöer, Schweden, Finnland, Litauen, Estland, Island, Kanada, Russland, China, Mongolei, Kirgistan und Kasachstan. Die maximale Phase wurde in Ostsibirien erreicht. Im westeuropäischen Raum lag die Sichtbarkeitsgrenze hoch im Norden – bereits Dänemark und Südschweden liegen zu weit südlich. Im nördlichen Skandinavien und im Raum Moskau wurde nur ein geringer Bedeckungsgrad erreicht, ebenso in Ostchina, wo die Finsternis während des Sonnenuntergangs stattfand.

## Gallery

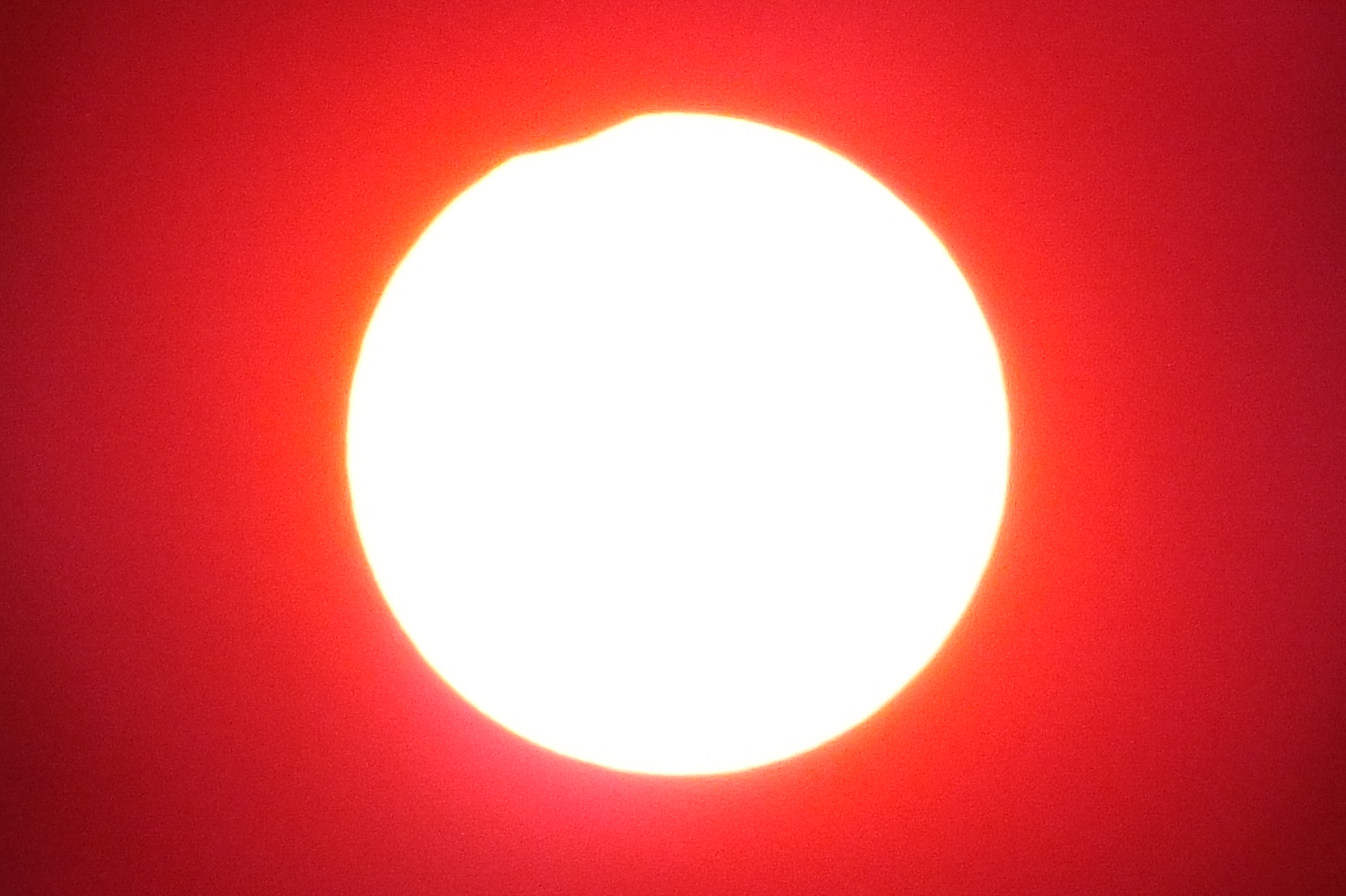
Moskau, Russland
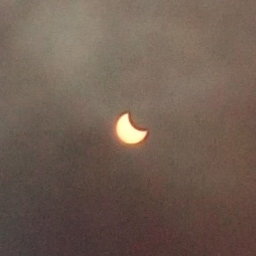
Balei, Russland
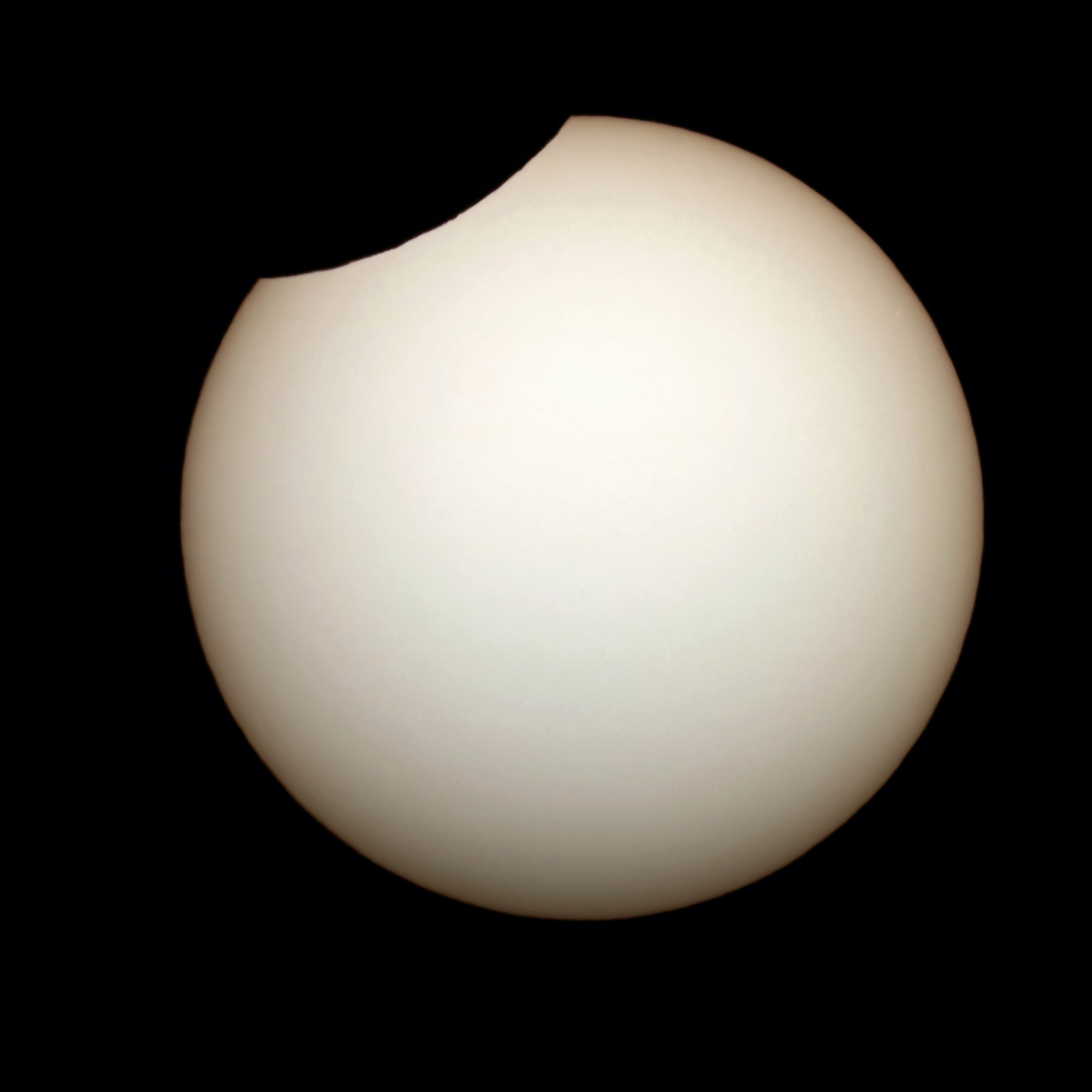
Huittinen, Finnland